# Coleostephus myconis
La  margherita gialla di Mikonos (nome scientifico  Coleostephus myconis  (L. Rchb.f, 1853) è una specie di pianta angiosperma dicotiledone della famiglia delle Asteraceae (sottofamiglia Asteroideae, tribù Anthemideae (Mediterranean clade) e sottotribù Leucantheminae).

## Etimologia
Il nome del genere deriva da due parole greche: "koleos" (= guaina) e "stephánē" (= corona).  L'epiteto specifico potrebbe derivare dall'isola di Mykonos.
Il nome scientifico della specie è stato definito dai botanici Carl Linnaeus (1707-1778) e Heinrich Gustav Reichenbach (1824-1889) nella pubblicazione " Icones Florae Germanicae et Helveticae..." (  Icon. Fl. Germ. Helv. (H.G.L. Reichenbach) 16: 49 ) del 1853.

## Descrizione

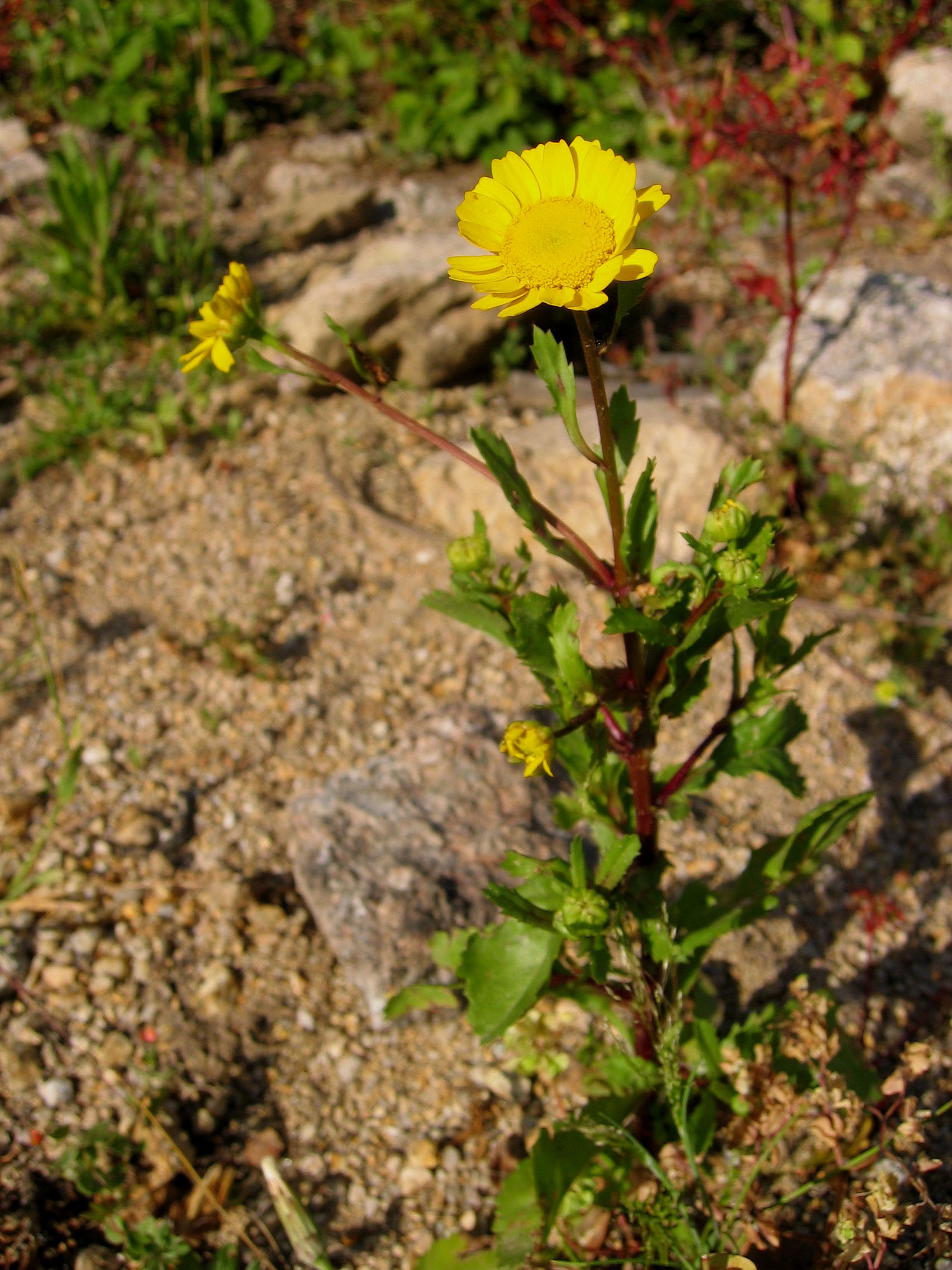
Il portamento

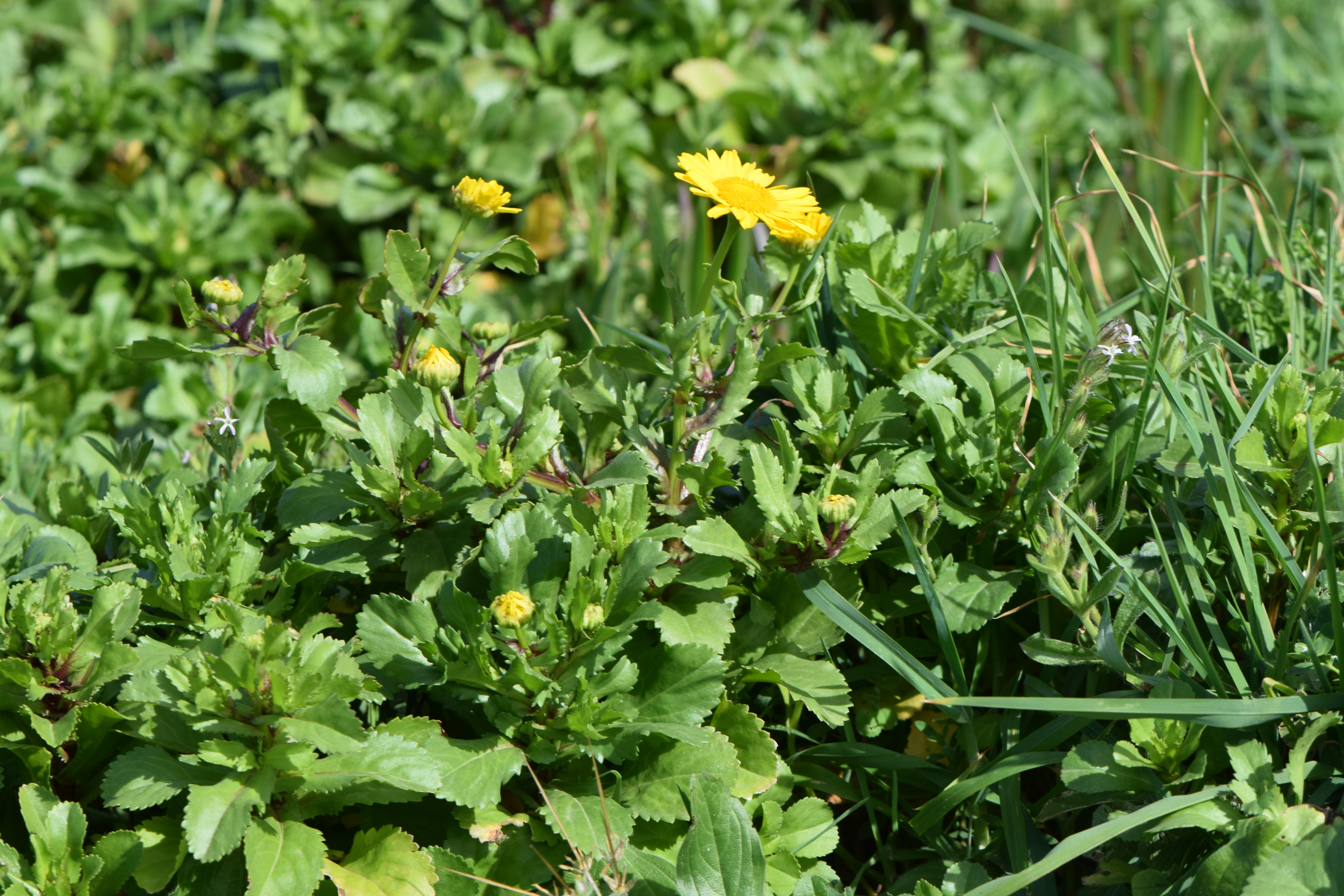
Le foglie

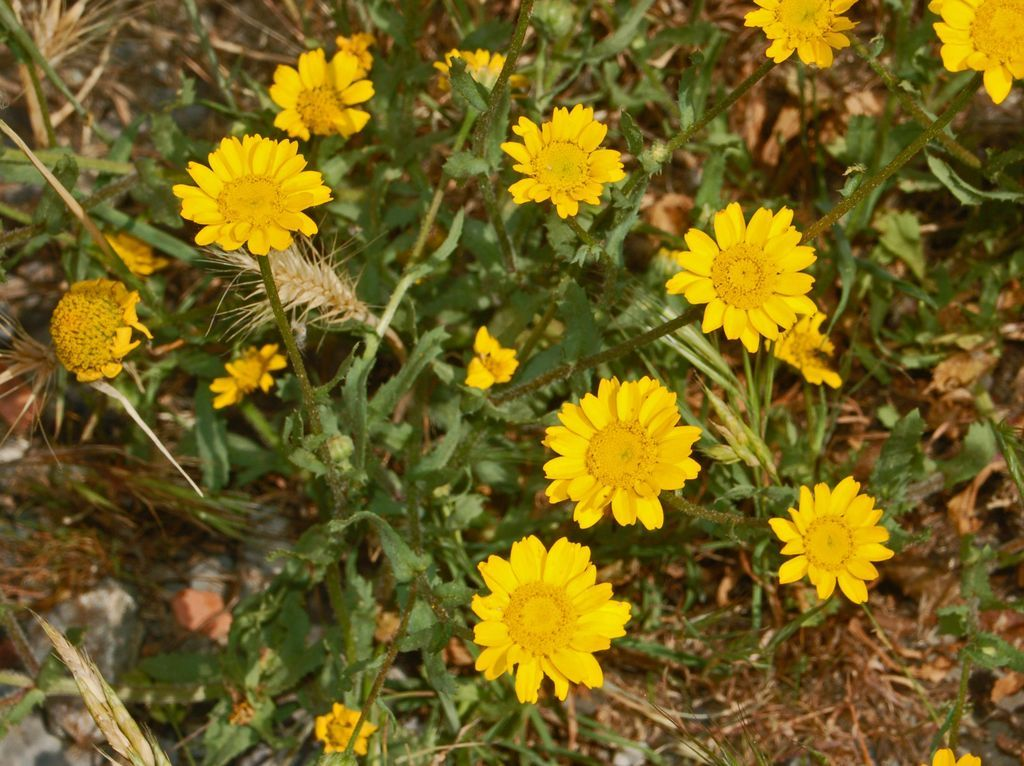
Infiorescenza

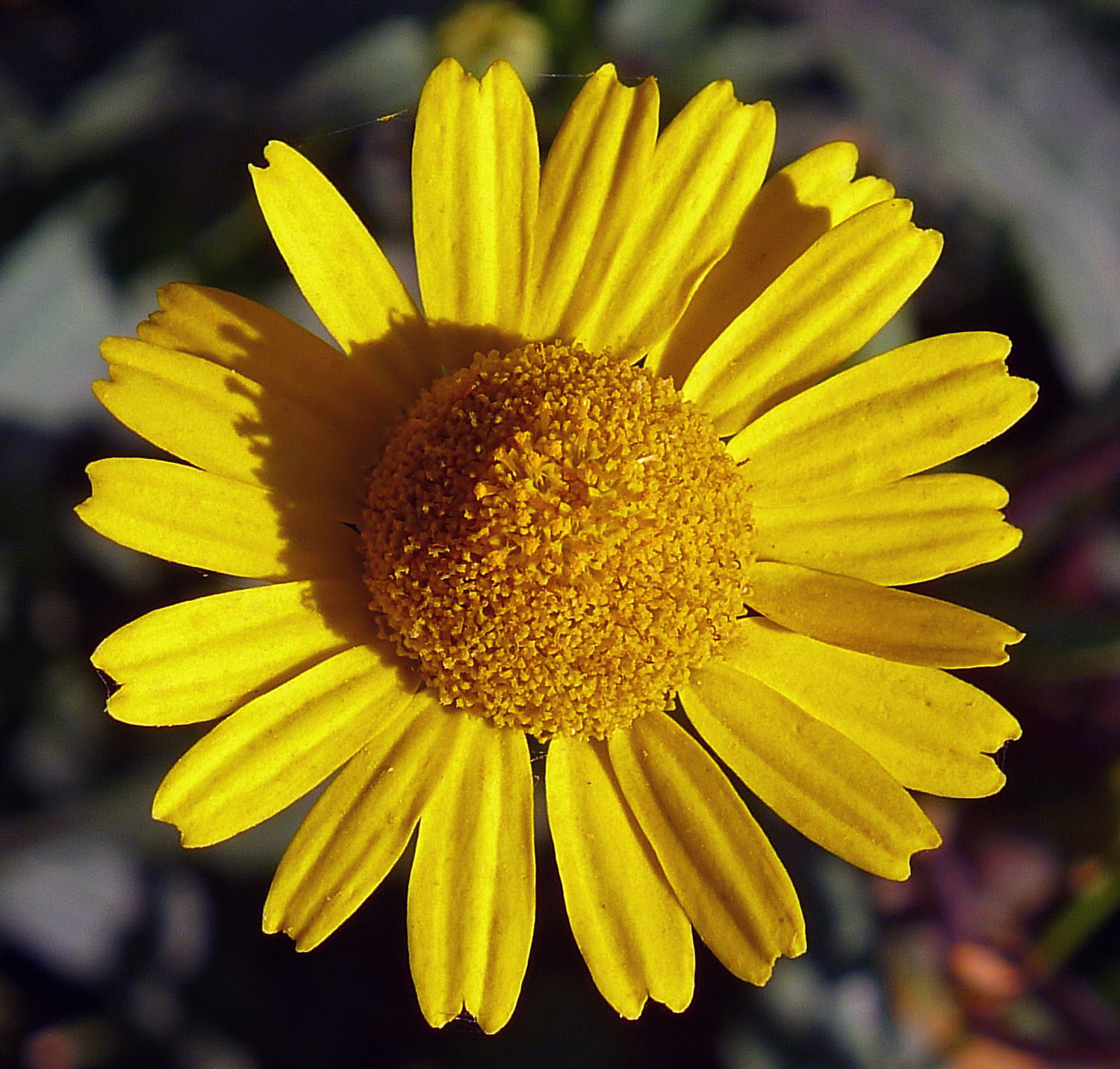
I fiori

Portamento. Le specie di questo genere sono erbe annuali. L'indumento è assente o formato da peli basifissi. La forma biologica è terofita scaposa (T scap), ossia in generale sono piante erbacee che differiscono dalle altre forme biologiche poiché, essendo annuali, superano la stagione avversa sotto forma di seme e sono munite di asse fiorale eretto e spesso privo di foglie.

Fusto. La parte aerea in genere è eretta, generalmente ramosa. Altezza media: 2-5 dm.
Foglie. Le foglie sono disposte in modo alterno. La lamina ha in genere una forma oblanceolata o panduriforme con bordi crenulati o seghettato-dentati. In particolare le foglie inferiori sono spatolate con lamina da ovata a rotondeggiante, quelle superiori sono strettamente obovate-oblunghe e amplessicauli, quelle più alte sono lineari. Dimensione delle foglie: 1-3 x 3-10 cm. 
Infiorescenza. Le sinflorescenze sono formate da capolini solitari o in lassi corimbi. Le infiorescenze vere e proprie sono composte da un capolino terminale peduncolato di tipo radiato. I capolini sono formati da un involucro, con forme da emisferiche a meniscoidi, composto da diverse brattee subuguali, al cui interno un ricettacolo fa da base ai fiori di due tipi: fiori del raggio e fiori del disco. Le brattee, a consistenza erbacea, strettamente oblunghe, arrotondate all'apice e con margini scariosi colorati di bianco o bruno pallido, sono disposte in modo più o meno embricato su 4 serie. Il ricettacolo, da convesso a conico, è privo di pagliette. Diametro dei capolini: 2-3 cm.
Fiori.  I fiori sono tetra-ciclici (formati cioè da 4 verticilli: calice – corolla – androceo – gineceo) e pentameri (calice e corolla formati da 5 elementi). Si distinguono in:
- fiori del raggio (esterni): sono femminili e sono disposti su una serie; la forma è ligulata (zigomorfa); a volte possono mancare o essere sterili;
- fiori del disco (centrali): sono più numerosi con forme brevemente tubulose (attinomorfe); sono ermafroditi e fertili.

- Formula fiorale:

*/x K {\displaystyle \infty }, [C (5), A (5)], G 2 (infero), achenio
- Calice: i sepali del calice sono ridotti ad una coroncina di squame.

- Corolla:

- fiori del raggio: la forma della corolla alla base è più o meno tubulosa-imbutiforme, mentre all'apice è ligulata; la ligula può terminare con alcuni denti; il colore in genere è bianco o a volte macchiato di giallo;
- fiori del disco: la forma è tubulare bruscamente divaricata in 4-5 lobi; i lobi, patenti o eretti, hanno una forma deltata con denti acuti; i colori sono gialli.

- Androceo: l'androceo è formato da 5 stami (alternati ai lobi della corolla) sorretti da filamenti generalmente liberi a forma di balaustra; gli stami sono connati e formano un manicotto circondante lo stilo. Le antere possono essere sia di tipo basifissa che medifissa. Il tessuto endoteciale (rivestimento interno dell'antera) non è polarizzato. Il polline è sferico con un diametro medio di circa 25 micron;  è tricolporato (con tre aperture sia di tipo a fessura che tipo isodiametrica o poro) ed è echinato (con punte sporgenti).

- Gineceo: l'ovario è infero uniloculare formato da 2 carpelli. Lo stilo (il recettore del polline) è profondamente bifido (con due stigmi divergenti) e con le linee stigmatiche marginali separate o contigue. I due bracci dello stilo hanno una forma troncata e possono essere papillosi o ricoperti da ciuffi di peli.

- Antesi: da aprile a luglio.

Frutti. I frutti sono degli acheni con sezione trasversale circolare, leggermente incurvati, con 10 nervature longitudinali, con apice ricoperto da auricole scariose e con una base callosa bianca. Nei solchi tra le coste sono presenti dei canali di resina e vari fasci vascolari mucillaginiferi. Lunghezza degli acheni dei fiori del raggio: 3 mm. Lunghezza degli acheni dei fiori del disco: 2 mm. 

## Biologia
Impollinazione: tramite insetti (impollinazione entomogama tramite farfalle diurne e notturne).

Riproduzione: la fecondazione avviene fondamentalmente tramite l'impollinazione dei fiori.

Dispersione: i semi cadono a terra e vengono dispersi soprattutto da insetti come formiche (disseminazione mirmecoria). Un altro tipo di dispersione è zoocoria: gli uncini delle brattee dell'involucro (se presenti) si agganciano ai peli degli animali di passaggio che portano così i semi anche su lunghe distanze. Inoltre per merito del pappo (se presente) il vento può trasportare i semi anche per alcuni chilometri (disseminazione anemocora).

## Distribuzione e habitat

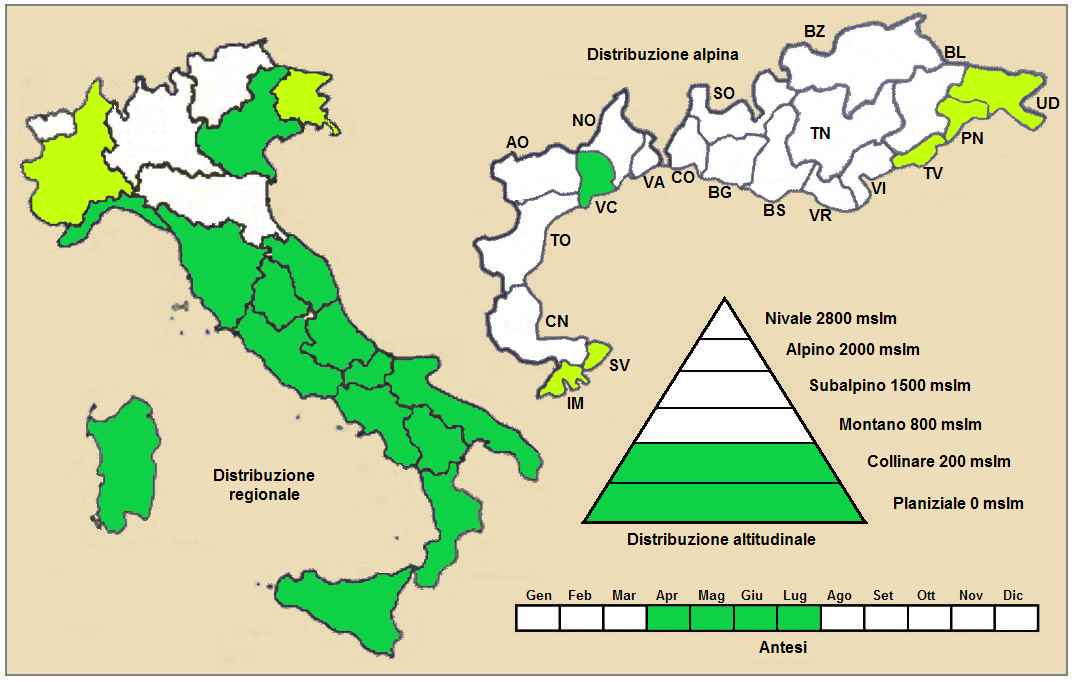
Distribuzione della pianta (Distribuzione regionale – Distribuzione alpina)

Geoelemento: il tipo corologico (area di origine) è  Steno-Mediterraneo.

Distribuzione: in Italia questa specie si trova comunemente su tutto il territorio; nelle Alpi è meno presente. Fuori dall'Italia i trova in Corsica; sugli altri rilievi collegati alle Alpi è presente nei Pirenei. Altrove si trova più o meno in tutto l'areale del Mediterraneo.

Habitat: l'habitat tipico per queste piante sono i campi coltivati, gli incolti e le radure su silice. Il substrato preferito è siliceo con pH acido, medi valori nutrizionali del terreno che deve essere arido. 

Distribuzione altitudinale: sui rilievi alpini, in Italia, queste piante si possono trovare fino a 800 m s.l.m.; nelle Alpi frequentano quindi i seguenti piani vegetazionali: collinare (oltre a quello planiziale). 

## Fitosociologia
Areale alpino
Dal punto di vista fitosociologico alpino la specie di questa voce appartiene alla seguente comunità vegetale:
Formazione: delle comunità terofiche pioniere nitrofile.
Classe: Stellarietea mediae.
Areale italiano
Per l'areale completo italiano la specie di questa voce appartiene alla seguente comunità vegetale:
Macrotipologia:  vegetazione delle praterie
Classe: Tuberarietea guttatae (Br.-Bl. in Br.-Bl., Roussine & Nègre 1952) Rivas Goday & Rivas-Martínez 1963 nom. mut. propos. Rivas-Martínez, Diaz, Fernández-González, Izco, Loidi, Lousa & Penas, 2002
Ordine: Tuberarietalia guttatae Br.-Bl. in Br.-Bl., Molinier & Wagner 1940 nom. mut. propos. Rivas- Martínez, Diaz, Fernández-González, Izco, Loidi, Lousa & Penas, 2002
Alleanza: Tuberarion guttatae Br.-Bl. in Br.-Bl., Molinier & Wagner 1940 nom. mut. propos. Rivas- Martínez, Diaz, Fernández-González, Izco, Loidi, Lousa & Penas, 2002
Descrizione. L'alleanza Tuberarion guttatae è relativa alle comunità annuali pioniere silicicole delle aree mesomediterranee. Le piante di queste comunità si sviluppano su suoli poco profondi e acidi. La distribuzione è decisamente mediterranea.
Specie presenti nell'associazione: Tuberaria guttata, Vulpia ligustica, Vulpia ciliata, Aira cupaniana, Coleostephus myconis, Galium divaricatum, Tolpis umbellata, Trifolium campestre, Briza maxima e Hypochoeris achyrophorus.

## Sistematica
La famiglia di appartenenza di questa voce (Asteraceae o Compositae, nomen conservandum) probabilmente originaria del Sud America, è la più numerosa del mondo vegetale, comprende oltre 23.000 specie distribuite su 1.535 generi, oppure 22.750 specie e 1.530 generi secondo altre fonti (una delle checklist più aggiornata elenca fino a 1.679 generi). La famiglia attualmente (2021) è divisa in 16 sottofamiglie; la sottofamiglia Asteroideae è una di queste e rappresenta l'evoluzione più recente di tutta la famiglia.

### Filogenesi
Il genere di questa voce è descritto nella tribù Anthemideae, una delle 21 tribù della sottofamiglia Asteroideae). In base alle ultime ricerche nella tribù sono stati individuati (provvisoriamente) 4 principali lignaggi (o cladi): "Southern hemisphere grade", "Asian-southern African grade", "Eurasian grade" e "Mediterranean clade". Il genere Coleostephus (insieme alla sottotribù Leucantheminae) è incluso nel clade Mediterranean clade.
I caratteri distintivi della specie  Coleostephus myconis sono:
- i bordi delle foglie sono regolarmente crenulato-denticolate o seghettate;
- i petali dei fiori tubolosi hanno dei denti più o meno acuti.

Il numero cromosomico delle specie di questa voce è: 2n = 18.

### Variabilità
Per questa specie sono riconosciute le seguenti sottospecie:
- Coleostephus myconis subsp. discolor (Guss.) Arrigoni, 2006 - Distribuzione: Italia.
- Coleostephus myconis subsp. myconis - Distribuzione: areale del Mediterraneo.

Nelle zone più calde le foglie e il fusto sono più pubescenti; si osservano inoltre individui con fiori ligulati sbiancati.

### Sinonimi
Sono elencati alcuni sinonimi per questa entità:
- Chamaemelum myconis (L.) E.H.L.Krause
- Chrysanthemum myconis  L.
- Kremeria myconis  (L.) Maire
- Leucanthemum myconis  (L.) P.Giraud
- Matricaria myconis  (L.) Desr.
- Myconella myconis  (L.) Sprague
- Myconia chrysanthemum  Sch.Bip.
- Myconia myconis  (L.) Briq. & Cavill.
- Pyrethrum myconis  (L.) Moench
- Tanacetum myconis  (L.) Schenk